# Azeroth
Azeroth — российская блэк-метал-группа, образованная в феврале 1996 года.

## История

### 1996—1999
Музыкальный коллектив Azeroth был образован в феврале 1996 года ударником Григорием Рошалем, басистом/вокалистом Иваном Жерносековым и гитаристом Денисом Девиченским и первоначально двигался в направлении дэт-метала с атмосферной составляющей в виде клавишных. В 1997 году группа уже записала дебютный материал в виде демозаписи, одна композиция с которой впоследствии появилась на втором альбоме Doctrine of Dark Forest. В июле 1997 года в течение двух недель в домашней студии и с использованием драм-машины был записан дебютный альбом под названием Chasma Pelorion. Данный релиз позволил группе заключить договор с лейблом Manimal Productions, который в сентябре этого же года выпустил альбом на аудиокассетах. Также этот год знаменуется уходом из группы ударника, в связи с чем Azeroth были вынуждены отказаться от концертной деятельности.
С декабря 1997 по февраль 1998 года была осуществлена запись второго альбома группы под названием Doctrine of Dark Forest. Летом альбом был переиздан на CD. До этого же в апреле группе удалось выступить на разогреве у Children of Bodom (в качестве сессионного ударника выступил Григорий Рошаль). Уже в августе 1998 группа начала готовить запись третьего альбома. Однако процесс затянулся на очень долгое время, что объясняется личной жизнью участников, уходов из группы и т.д. В итоге в группе остался лишь Денис Девиченский, который в одиночку доделывал весь материал до мая 1999 года. Впоследствии к группе присоединились участники Painful Memories Илья «Алан» Пияев — ударные, Константин «Кот» Драбкин — гитара, Демьян Городничин — бас, Алексей Дворецкий — клавишные. А сама Painful Memories прекратила существование.

### 2000—2002
После пополнения состава последовали концерты в клубе Полигон. Однако указанный состав долгое время не продержался и в группе опять начались перестановки: место ударника занял Евгений Трефилов, а на место басиста встал Александр Куликов. В феврале 2000 года в ходе одного из концертов, последний записывается и выпускается в октябре на аудиокассете лейблом NWASC в качестве «живого» альбома под названием Live in Polygon. Альбом разошёлся тиражом в 800 экземпляров по России и странам СНГ. В это же время истекает договор с лейблом Manimal Productions, весной этого года Azeroth записывают кавер-версию композиции группы Metallica The Thing That Should Not Be для трибьют-альбома Moscowallica.
В 2001 году группа активно концертирует, а летом записывает шестипесенное демо, которое, однако, из-за плохого качества записи так и не было выпущено. В феврале 2002 года Azeroth выступили на разогреве у польских Behemoth. В это же время группу покидают все участники и начинают играть в других проектах. Единственным участником группы опять остаётся Денис Девиченский.

## Состав
- Денис Девиченский — гитара

### Бывшие участники
- Григорий Рошаль — ударные
- Иван Жерносеков — вокал, бас-гитара
- Илья «Алан» Пияев — ударные
- Евгений Трефилов — ударные
- Алексей Дворецкий — клавишные
- Демьян Городничин — бас-гитара
- Константин «Кот» Драбкин — гитара
- Александр Куликов — бас-гитара

## Дискография
- 1997 — Chasma Pelorion
- 1998 — Doctrine of Dark Forest
- 1999 — Gallery of Dreams
- 2000 — Live in Polygon (концертный альбом)